# Rhinolophus maclaudi
Rhinolophus maclaudi es una especie de murciélago de la familia Rhinolophidae.

## Distribución geográfica
Es endémica de Guinea.

## Hábitat
Su hábitat natural son: sabanas, cuevas, y los lugares subterráneos.